# HUNDRED百武裝戰記
《HUNDRED百武裝戰記》是箕崎准著作，大熊貓介插畫的日本輕小說作品，由GA文庫自2012年11月出版發行，並於2018年10月11日出售最終卷正式完結。
2015年5月發表電視動畫化消息，為『GA文庫10週年紀念企劃』第五個動畫化作品，2015年12月宣布將於2016年4月播放。台灣由木棉花公司取得代理權，並由巴哈姆特動畫瘋、LiTV線上影視等網路電視平台於2016年4月份同步放送。

## 故事簡介
地球上的人類被一種名為「Savage」的神秘生命體侵略，唯一能對抗「Savage」的只有名為「百武裝」的兵器。為了利用「武藝者」待遇來替妹妹治病的如月隼人，決定進入海上學園都市艦「Little Garden」就讀，並在那裡遇見一名陌生卻對他所知甚詳的室友艾米莉亞·漢密特。隼人、艾米莉亞和「Little Garden」的夥伴與「Savage」的戰鬥就此開始。

## 登場角色

### 主要角色
如月隼人（聲：長谷川芳明、加藤敦子（幼年））
本作主角，武藝科一年級生，大和皇國出身。喜歡艾米莉亞。因為在幼年时和家人于古登堡旅行中發生蠻族侵襲事件而失去了双亲，曾幫助遭受蠻族劃傷的艾米莉亞吸出蠻族病毒而成為變異者，后便和妹妹花憐一起在设施裡生活。
由于想要妹妹接受最好的治疗和希望设施里的同伴们过上更好的生活，并且想要查明一直出现在梦里的少女（艾米莉亚）的真身而入学Little Garden，擁有歷代一位HUNDRED反應數値的新生。HUNDRED的名字為『飛燕』。
由於是「變異者」，一旦在面對強烈危機時病毒就會活化，造成失控。雖然變得更加強力，但是屬於無意識下的狀態，如果極度失控就很危險，所以現在仍然努力的控制病毒。
喜歡艾米莉亞，但也被克蕾雅、櫻所喜歡，但是本人似乎沒有發覺後兩人的心意，因此使得艾米莉亞、櫻和克蕾雅之間產生了修羅場（本人完全不知道），只要稍微接近其中一個而另一個在附近看見時，就會衝進去加以阻礙，並且吃醋。
目前已能稍微控制蠻族病毒的活化，但如果真的發覺危險時還是會接近失控的無差別攻擊。
結局與艾米莉亞結婚，並有一子一女。
艾米莉亞·漢密特（聲：大久保瑠美）
本作女主角之一，武藝科一年級生。喜歡隼人。
曾因為在古登堡發生蠻族侵襲事件，遭受蠻族劃傷，所以因為蠻族病毒的關係，成為變異者。由於為了再次見到如月隼人，並隱瞞身份，一直以來女扮男裝，並用假名艾米爾·克勞福德就讀Little Garden，实际身份是不列颠尼亚联邦宗主国古登堡王国第三王女，真正名字是艾米莉亞·古登堡，直至第四卷結尾，才以女性身份就讀Little Garden。HUNDRED的名字為『遮蔽一切的霧』。然而性格方面也很豪放不羁，并经常让隼人因此吃足了苦头（例如和克蕾亚的决斗）。
因為喜歡隼人，下意識的把克蕾雅和櫻視為「情敵」，只要隼人稍微接近後兩個，馬上加以阻礙，如果後兩人自己接近也是一樣，而且是醋勁大發。
結局與隼人結婚，並為對方誕下一子一女。
克蕾亞·哈維（聲：M・A・O）
本作女主角之一，武藝科三年級生，爆乳、髮型為直捲的双馬尾，喜歡隼人，具有作品中最頂級豐滿的體格。Little Garden的艦長也是學生會長和民间军事企业瓦鲁斯兰公司的千金，社长君达尔·哈维的妹妹。
非常的有责任心的大小姐。口头禅为「Noblesse oblige（贵族义务）」对待武艺科的学生非常的严厉，但也是由于出于对他们人身安全的担心。HUNDRED的名字為『高貴之戰姬』。
綽號是「女王」(The Queen)，因為她的初登場就有如女王般之君臨天下的氣勢與姿態，且不容他人悖逆她。
對於敢忤逆她的隼人提出決鬥，一開始還很輕蔑的看待，甚至對於隼人推倒甚至碰觸及胸部她也不在意（事後非常在意）。直到隼人開始暴走之後才完全認真起來，與後者勉為其難的打成平手。此後開始在乎隼人的存在，並且對於隼人的態度出現傲嬌。
對於隼人的態度轉變後，很是介意隼人與其他女生一塊活動（尤其是艾米莉亞和櫻），且還會「吃醋」。
由於被隼人意外拿走第一次，包括被男性推倒、被襲胸、被公主抱、奪走初吻、被看見她的裸體……（全部都是意外），因此愈來愈在乎隼人，甚至與艾米莉亞和櫻彼此互相「吃醋」，互看對方不順眼。
霧島櫻（聲：吉岡茉祐）
本作女主角之一，世界知名的歌姬，拉斯亚和大和的混血儿。幼时因为身位钢琴演奏家的母亲的表演而前往古登堡，并由于蠻族的袭击失去了母亲。幼年時曾和隼人與花憐見過面，也因為隼人的鼓勵，喜歡隼人並成就了她以唱歌為目標而努力。
曾感染過蠻族病毒，之後因為情況惡化，而被父親賣到當時還是瓦爾斯蘭公司的薇塔莉·提尼雅諾夫的研究所當實驗體，被強制接種蠻族體液製成的疫苗後，最後只有她成功倖存下來，成為了變異者，之後被舒芙蕾和夏洛特等人救出。第二卷以后作为特待生编入Little Garden武艺科。HUNDRED的名字為『妖精編織之物語』。
如月花憐（聲：奧野香耶）
隼人的妹妹。自幼體弱多病(據動畫版透露疑似是得了蠻族病毒所導致的)，目前住進Little Garden的醫院療養。有着小恶魔一般的性格，但同时也非常担心哥哥的安全，害怕他出什么意外，每次隼人有任务外出时都会為他进行占卜，而且正确率出奇的高。因为一直在住院非常憧憬上学的生活，而身体状况也在不断的好转，在第四卷觉醒了Hunderd，本人十分崇拜身位歌姬的雾岛樱，也拥有绝佳的唱歌才能。在第四卷(動畫第10集中)之后和樱以组合的身份作为偶像出道。HUNDRED的名字為『奇蹟之聖符』。
LiZA／麗莎·哈維（聲：大森日雅）
克蕾亞的妹妹，人類最初的感染者。
因為霧島櫻和花憐的歌聲成功甦醒過來，危機解除後又繼續沉睡。
芮緹雅·聖艾米莉翁（聲：大坪由佳）
武藝科一年級生。弗里茨的青梅竹馬。擅长进行近距离格斗。体术惊人，HUNDRED的名字為『獸王武神』。
弗里茨·格蘭茲（聲：羽多野涉）
武藝科一年級生。武藝科男子宿舍的一年級代表。Hundred反应数值在新生中仅排在隼人和艾米爾之后。和芮緹雅是青梅竹马。HUNDRED的名字為『難攻不落的要塞』，擅长使用远距离炮击型Hundred。

### Little Garden學生會
克蕾亞·哈維
詳情請見主要人物「克蕾亞·哈維」。
莉迪·史坦伯格（聲：衣川里佳）
武藝科二年級生。Little Garden學生會的副會長。武斗风的少女。身手出色。
艾麗卡·坎多爾（聲：牧野由依）
武藝科二年級生。Little Garden學生會的副會長，带着红色眼鏡的少女。担当学生会智囊的角色，对克蕾亞抱有敬仰之上的感情。

### Little Garden相关人物
夏洛特·迪曼迪鄂斯（聲：松來未祐（廣播劇CD）／堀江由衣）
Little Garden技術主任。负责Hundred的维修和制造。隼人，艾米尔，樱的Hundred均出自她手。曾经为艾米尔制造了她的专属Hundred，教她如何使用，并和舒芙蕾联手破获了薇塔莉的非法人体试验案解救了樱。
美美（聲：今村彩夏）
夏洛特的助手，人造人。
柏木美春（聲：芳野由奈）
花憐的看護師。
克里斯·修坦貝爾（聲：加藤英美里）
中等部2年級，Little Garden的主任戰略分析官。
劉雪梅（聲：鈴木繪理）
武藝科一年級生。秦帝国出身。因為遲到面臨退學危機時曾受隼人的幫助。
諾雅·謝爾頓（聲：久保百合花）
武藝科一年級生。因為遲到面臨退學危機時曾受隼人的幫助。
科璐凡（聲：高木裕平）
以HUNDRED為目標的盜獵者。三人組的首領。
HUNDRED名為叛逆雙刃。
霓莎特（聲：大西沙織）
科璐凡的姐姐。
HUNDRED名為真理之瞳，動畫最後一集發動，拥有模拟姿态的能力，因為複製了人工蠻族的能力使得力量暴走最終由隼人解救。
娜柯麗（聲：Machico）
三人組的妹妹。
HUNDRED名為雙剋武輪。
舒芙蕾·克里亞雷爾（聲：佐藤利奈）
霧島櫻的女性經紀人，和夏洛特是好友。

### 瓦爾斯蘭公司
君達爾·哈維（聲：細谷佳正）
克蕾亞·哈維的哥哥，瓦爾斯蘭公司的現任社長。
薇塔莉·提尼雅诺夫（聲：朴璐美）
原瓦爾斯蘭公司的技术主任。擅自进行人工變異者的非法人體試驗，被发现后被从瓦爾斯蘭本公司左迁到故乡拉斯亚继续进行研究。在那里为了向瓦爾斯蘭公司和Little Garden复仇而开发了人工『蠻族』（Savage）。
在Little Garden地下室试图射击LiZA（丽莎·哈维）未果被君达尔·哈维反过来开枪射杀，並于在他的怀中长眠。後來大腦被君達爾取出來連接到電腦上。

### 不列顛尼亞聯邦
克勞蒂亞·洛耶提（聲：赤崎千夏）
不列顛尼亞聯軍兼古登柏格王國軍的軍人與武藝者。具有古登柏格王族的血統，和艾米莉亞從小就感情很好，對於艾米莉亞的感情趨近於百合的程度。

### 其他
亞里·哈萊克（聲：千菅春香）
瓦爾斯蘭公司的武藝者，曾參與秦帝國的蠻族掃蕩作戰。在隼人一行人回海上學園都市艦後，仍繼續在當地清除剩餘的蠻族，之後被薇塔莉放出的人造蠻族攻擊。
溫蒂·薇爾貝特（聲：山下七海）
賴比瑞亞軍的武藝者，曾參與秦帝國的蠻族掃蕩作戰。在隼人一行人回海上學園都市艦後，仍繼續在當地清除剩餘的蠻族，之後被薇塔莉放出的人造蠻族攻擊。
在動畫中，被人造蠻族襲擊後，受到薇塔莉操縱。

## 用語
本區用語翻譯以尖端出版的繁體中文版為準。
HUNDRED
因為會根據接觸的人變成不同的武器，所以又有百武裝之稱的特殊石頭。原料為從墜落在地球的隕石中鑿下來的紅色礦石「變異石」。
『蠻族』（Savage）
與掉落在南極大陸的隕石上同時到來、對人類展開襲擊的謎之異種生物。
有著如鋼鐵般的皮膚，多半都是黃色外觀，形狀有如昆蟲。
海上學園都市艦『Little Garden』
對抗侵略者（蠻族）的據點，以研發HUNDRED以及培養能使用它的武藝者而建造的巨大航空母艦。
全長4000M，全寬1000M。被分成「起飛（terminal）區」、「軍事（military）區」、「家庭（family）區」三種區域。
PDA（Private Digital Assistant）
住在海上学园都市Little Garden的所有人都拥有的轻薄型的携带终端。同样也是身份的证明。
變量裝束（Variable Suit）
武藝者與蠻族戰鬥時所穿的戰鬥服。與HUNDRED相同，在衣服纖維中加入了「變異石」，會根據能量反應產生變化。
武藝者（Slayer）
使用HUNDRED和蠻族交戰的人。此外由於HUNDRED只會對在隕石落下時還未發展第二性徵的人起反應，因此使用HUNDRED的人幾乎都是青少年和小孩。
第一次遭遇（First attack）
指蠻族伴隨著從宇宙中墜落至南極的隕石一起出現的事件。
變異者
因某些原因攝取到了蠻族的體液，其中也包括了在戰鬥中傷口接觸到蠻族血液的武藝者。會比一般武藝者擁有更強大的力量，這是因為蠻族的體液成分活性化造成了好戰的趨勢，不過若是無法控制反而會深受其害。

## 出版書籍

### 輕小說
| 集數 | 日文標題 | 中文標題                 | SB Creative    | SB Creative                                                           | 尖端出版       | 尖端出版               |
| 集數 | 日文標題 | 中文標題                 | 發售日期       | ISBN                                                                  | 發售日期       | ISBN                   |
| ---- | -------- | ------------------------ | -------------- | --------------------------------------------------------------------- | -------------- | ---------------------- |
| 1    |          | 變異覺醒                 | 2012年11月15日 | ISBN 978-4-7973-7192-5                                                | 2015年10月22日 | ISBN 978-986-10-6156-6 |
| 2    |          | 歌姬的戀曲               | 2013年3月15日  | ISBN 978-4-7973-7309-7                                                | 2015年11月19日 | ISBN 978-986-10-6250-1 |
| 3    |          | 深紅女王與被囚的荊姬     | 2013年7月16日  | ISBN 978-4-7973-7484-1                                                | 2016年2月18日  | ISBN 978-986-10-6378-2 |
| 4    |          | 花園危機                 | 2013年12月16日 | ISBN 978-4-7973-7583-1                                                | 2016年5月19日  | ISBN 978-957-10-6596-0 |
| 5    |          | 雙重展開                 | 2014年5月15日  | ISBN 978-4-7973-7715-6                                                | 2016年11月10日 | ISBN 978-957-10-7012-4 |
| 6    |          | 第三次遭遇（暫）         | 2014年10月15日 | ISBN 978-4-7973-8039-2                                                |                |                        |
| 7    |          | 全世界武藝大會（上，暫） | 2015年3月13日  | ISBN 978-4-7973-8278-5                                                |                |                        |
| 8    |          | 全世界武藝大會（下，暫） | 2015年8月12日  | ISBN 978-4-7973-8469-7（通常版） ISBN 978-4-7973-8424-6（限定特裝版） |                |                        |
| 9    |          |                          | 2015年12月15日 | ISBN 978-4-7973-8603-5                                                |                |                        |
| 10   |          |                          | 2016年4月15日  | ISBN 978-4-7973-8693-6（通常版） ISBN 978-4-7973-8692-9（限定特裝版） |                |                        |
| 11   |          |                          | 2016年6月14日  | ISBN 978-4-7973-8716-2（通常版） ISBN 978-4-7973-8717-9（限定特裝版） |                |                        |
| 12   |          |                          | 2016年11月15日 | ISBN 978-4-7973-8985-2                                                |                |                        |
| 13   |          |                          | 2017年5月15日  | ISBN 978-4-7973-9279-1                                                |                |                        |
| 14   |          |                          | 2017年12月15日 | ISBN 978-4-7973-9525-9                                                |                |                        |
| 15   |          |                          | 2018年7月15日  | ISBN 978-4-7973-9829-8                                                |                |                        |
| 16   |          |                          | 2018年10月11日 | ISBN 978-4-7973-9915-8                                                |                |                        |

## 電視動畫
於2016年4月開始播放。

### 製作人員
- 原作：箕崎准（GA文庫/SB Creative刊）
- 角色原案：大熊貓介（日语：大熊猫介）（Nitro+）
- 監督：小林智樹
- 系列構成：白根秀樹
- 角色設計：田中紀衣
- 音樂製作：DIVE II entertainment
- 音樂：
- 動畫製作：Production IMS
- 製作：HUNDRED百武裝戰記製作委員會

### 主題曲
片頭曲「BLOODRED」
作詞：藤林聖子，作曲、編曲：，主唱：D-selections（小林龍之、澀谷梓希、若井友希、青山吉能、吉岡茉祐）
片尾曲
「EYES ON ME」（第1話－第3話）
作詞：藤林聖子，作曲、編曲：，主唱：艾米莉亞（大久保瑠美）&櫻（吉岡茉祐）
「TABOOLESS」（第4話－第5話）
作詞：藤林聖子，作曲、編曲：，主唱：克蕾亞（M・A・O）&莉迪（衣川里佳）&艾麗卡（牧野由依）
「Hardy Buddy」（第7話－第9話）
作詞：藤林聖子，作曲、編曲：，主唱：芮緹雅（大坪由佳）&弗里茨（羽多野涉）
「Jewels Of Love」（第10話－第11話）
作詞：藤林聖子，作曲、編曲：，主唱：櫻（吉岡茉祐）&花憐（奧野香耶）
劇中曲
（第6話）
作詞：藤林聖子，作曲、編曲：，主唱：霧島櫻（吉岡茉祐）
「SAND MIRAGE」（第10話）
作詞：藤林聖子，作曲、編曲：，主唱：霧島櫻（吉岡茉祐）
「SMILE FLOWERS」（第10、11話）
作詞：藤林聖子，作曲、編曲：，主唱：如月花憐（奧野香耶）
「My Prayer」（第12話）
作詞：藤林聖子，作曲、編曲：，主唱：霧島櫻&如月花憐

### 各話列表
| 話數   | 日文標題 | 中文標題       | 劇本                | 分鏡     | 演出       | 作畫監督                                                   |
| ------ | -------- | -------------- | ------------------- | -------- | ---------- | ---------------------------------------------------------- |
| 第1話  |          | Little Garden  | 白根秀樹            | 小林智樹 | 下司泰弘   | 小關雅、安田祥子                                           |
| 第2話  |          | 絕對無敵的女王 | 白根秀樹            | 島津裕行 | 清水一伸   | 山田英子、谷口繁則 島田英明                                |
| 第3話  |          | 變異覺醒       | 白根秀樹            | 小林智樹 | 駒屋健一郎 | 李明振、金正男 han sung hui                                |
| 第4話  |          | 貼身保鑣       | 平林佐和子          | 島津裕行 | 徐惠真     | 岡辰也、山村俊了                                           |
| 第5話  |          | 仿造的女孩     | 白根秀樹 平林佐和子 | 中野☆陽  | 安藤健     | 津雄健德、飯飼一幸 飯塚葉子、                              |
| 第6話  |          | 歌姬的戀曲     | 犬飼和彥            | 小林智樹 | 下司泰弘   | 安田祥子、松岡秀明 小關雅                                  |
| 第7話  |          | 被囚的荊姬     | 大內珠帆            | 西島克彥 | 山本天志   | 北川大輔、小園菜穗                                         |
| 第8話  |          | 湖畔的夜晚     | 白根秀樹            | 島津裕行 | 前園文夫   | 片山敬介、飯田清貴                                         |
| 第9話  |          | 新種           | 犬飼和彥            | 島津裕行 | 下司泰弘   | 田中紀衣、小關雅 安田祥子、國行由香里 小和田良博、竹谷徹平 |
| 第10話 |          | 校慶           | 大內珠帆            | 中野★陽  | 村上勉     | 山田英子、福永純一 吉田功介、谷口繁則                      |
| 第11話 |          | 花園危機       | 犬飼和彥            | 島津裕行 | 徐惠真     | 山村俊了、真部周一郎 岡辰也、竹谷徹平                      |
| 第12話 |          | 夥伴           | 白根秀樹            | 小林智樹 | 小林智樹   | 田中紀衣、小關雅 瀧川和男、安田祥子                        |

### BD&DVD
| 卷數 | 發售日期       | 收錄話數        | 規格編號   | 規格編號   |
| 卷數 | 發售日期       | 收錄話數        | BD初回版   | DVD初回版  |
| ---- | -------------- | --------------- | ---------- | ---------- |
| 1    | 2016年6月24日  | 第1話 - 第2話   | EYXA-10941 | EYBA-10935 |
| 2    | 2016年7月29日  | 第3話 - 第4話   | EYXA-10942 | EYBA-10936 |
| 3    | 2016年8月26日  | 第5話 - 第6話   | EYXA-10943 | EYBA-10937 |
| 4    | 2016年9月30日  | 第7話 - 第8話   | EYXA-10944 | EYBA-10938 |
| 5    | 2016年10月28日 | 第9話 - 第10話  | EYXA-10945 | EYBA-10939 |
| 6    | 2016年11月25日 | 第11話 - 第12話 | EYXA-10946 | EYBA-10940 |

### 播放電視台
動畫於2016年4月4日在東京電視台、BS日本、AT-X等電視台播放。

## 外部連結
- GA文庫 | 「ハンドレッド」特設ページ （页面存档备份，存于）
- GA文庫「ハンドレッド」公式的X（前Twitter）
- 富士見書房 | ハンドレッド （页面存档备份，存于）
- TVアニメ「ハンドレッド」公式サイト （页面存档备份，存于）
- テレビ東京・あにてれ ハンドレッド （页面存档备份，存于）
- TVアニメ「ハンドレッド」公式的X（前Twitter）